# مقر التطوع الدولي
مقر التطوع الدولي (بالإنجليزية: International Volunteer HQ) والتي تُعرف اختصاراً بـ (IVHQ) هي شركة سفر تطوعية مقرها في نيوزيلندا أسسها دانييل جون رادكليف في 2007  مع مشاريع تطوعية في خمس دول لتوفر الآن أكثر من 50 وجهة تطوعية.
تسهل المنظمة رحلات المتطوعين بأسعار معقولة إلى الخارج، وتمكن المسافرين من استكشاف العالم بطريقة هادفة. تركز المنظمة على مطابقة المتطوعين مع المشروعات التي يتم قيادتها محليًا والتركيز على الاستدامة طويلة الأجل. تغطي المشاريع التطوعية مجموعة واسعة من المهارات، بما في ذلك رعاية الأطفال، التعليم، الحياة البرية، البيئة، البناء، الفنون، الرياضة، دعم المنظمات غير الحكومية، دعم اللاجئين، تمكين المرأة، السلاحف البحرية والمحافظة على الحياة البحرية، تنمية المجتمع، رعاية المسنين ورعاية ذوي الاحتياجات الخاصة. اليوم، قامت المنظمة بتعيين أكثر من 100,000 متطوع دولي في أكثر من 40 دولة.

## التاريخ
بدأت في عام 2007، عندما تطوع دانيال رادكليف في كينيا. وجد أن هذه التجربة باهظة الثمن وغير مجدية، وشرع في جعل العمل التطوعي في الخارج أكثر بأسعار معقولة ومسؤولية ومجزية. بدأت المنظمة في البداية في مزرعة عائلته في تاراناكي، نيوزيلندا. الآن توظف أكثر من 40 شخصًا وتضم شركة شقيقة تضع المتدربين في جميع أنحاء العالم على فرص تركز على الحياة الوظيفية.
في عام 2014 ، تم منح رادكليف رجل أعمال نيوزيلندا لهذا العام. أشار القضاة إلى التأثير الذي أحدثه متطوعو المنظمة في جميع أنحاء العالم كعامل حاسم في منحه الجائزة التي تبلغ من العمر 30 عامًا. في العام التالي تم وضع اسمه في قاعة مشاهير Ernst & Young World.
في عام 2015، أصبحت شركة معتمدة بشكل مستقل، كشركة تستخدم الأعمال كقوة للخير في جميع أنحاء العالم. يتم تقييم الشركات حسب درجات التأثير الكلية، والتي تحتاج إلى درجة 80/200 لتصبح معتمدة. الدرجة المتوسطة للشركات التي تتقدم بطلب للحصول على شهادة B Corp هي 50.9. درجة تأثير المنظمة حاليا 93.7.
في عام 2018، اشترت شركة ميركوري كابيتال ومقرها سيدني حصة أغلبية في المنظمة.
في عام 2019، بلغ عدد متطوعيها 100000 في الخارج.

## التكاليف
تدير المنظمة نموذج تطوعي مستدام ومسؤول يضع المتطوعين في مجتمعات مشاريع جديرة بالاهتمام تحتاج إلى المساعدة. في هذه المجتمعات، تشرف هذه الفرق على الجهود التطوعية على أرض الواقع. هذا النهج يعني أن السكان المحليين وضعوا جدول أعمال المتطوعين، وهو أمر مهم لأنهم في أفضل وضع لمعرفة أين يحتاج المتطوعون.
مع هيكل رسوم شفاف، تذهب رسوم برنامج المتطوعين مباشرةً إلى المجتمعات المحلية لتغطية تكلفة إقامة المتطوعين ووجباتهم ودعم المتطوعين. تعد رسوم المنظمة من بين أكثر الخدمات بأسعار معقولة في العالم، حيث تتوفر البرامج من 180 دولارًا أمريكيًا لمدة أسبوع واحد.
في عام 2019، دعمت المنظمة ما يقدر بـ 776 عامًا من ساعات التطوع وحوالي 76 مليون دولار أمريكي كرسوم تطوعية في الخارج. 

## روابط خارجية
- الموقع الرسمي